# Michael Katon
Michael Katon es un guitarrista y vocalista estadounidense de rock y blues. Creció en Ypsilanti, Míchigan, rodeado de un entorno familiar amante de la música.
Como muchos músicos de blues, Katon no ha podido lograr reconocimiento internacional, aunque es un guitarrista muy respetado en el género. Ha publicado más de diez producciones discográficas entre álbumes de estudio y álbumes en directo entre 1984 y 2008.
Valerie Potter de la revista Metal Hammer se refirió a Michael como el "autor de unas de las más ruidosas y difíciles piezas de rock y blues del planeta". En la revista especializada Living Blues fue publicado un comentario acerca de Katon: "Es un guitarrista virtuoso con sus raíces en el lugar correcto... su sonido es una mezcla ardiente de blues eléctrico y boogie de carretera".
En junio de 2014, fue incluido en el Salón de la Fama del Rock and Roll en Míchigan.
Katon reside en Hell, Míchigan.

## Discografía
1. Boogie All Over Your Head (1984)
2. Proud to be Loud (1988)
3. Get on the Boogie Train (1992)
4. Rip it Hard (1994)
5. Rub (1996)
6. Bustin' up the Joint - Live (1996)
7. The Rage Called Rock n' Roll (2000)
8. Bad Machine (2002)
9. Michael Katon, M.K. (2006)
10. Diablo Boogie, Blues Brewed in Hell (2006)
11. Live & on the Prowl! (2007)
12. Bootleg Boogie Live! (2008) (Solo descarga)